# Renée Firestone

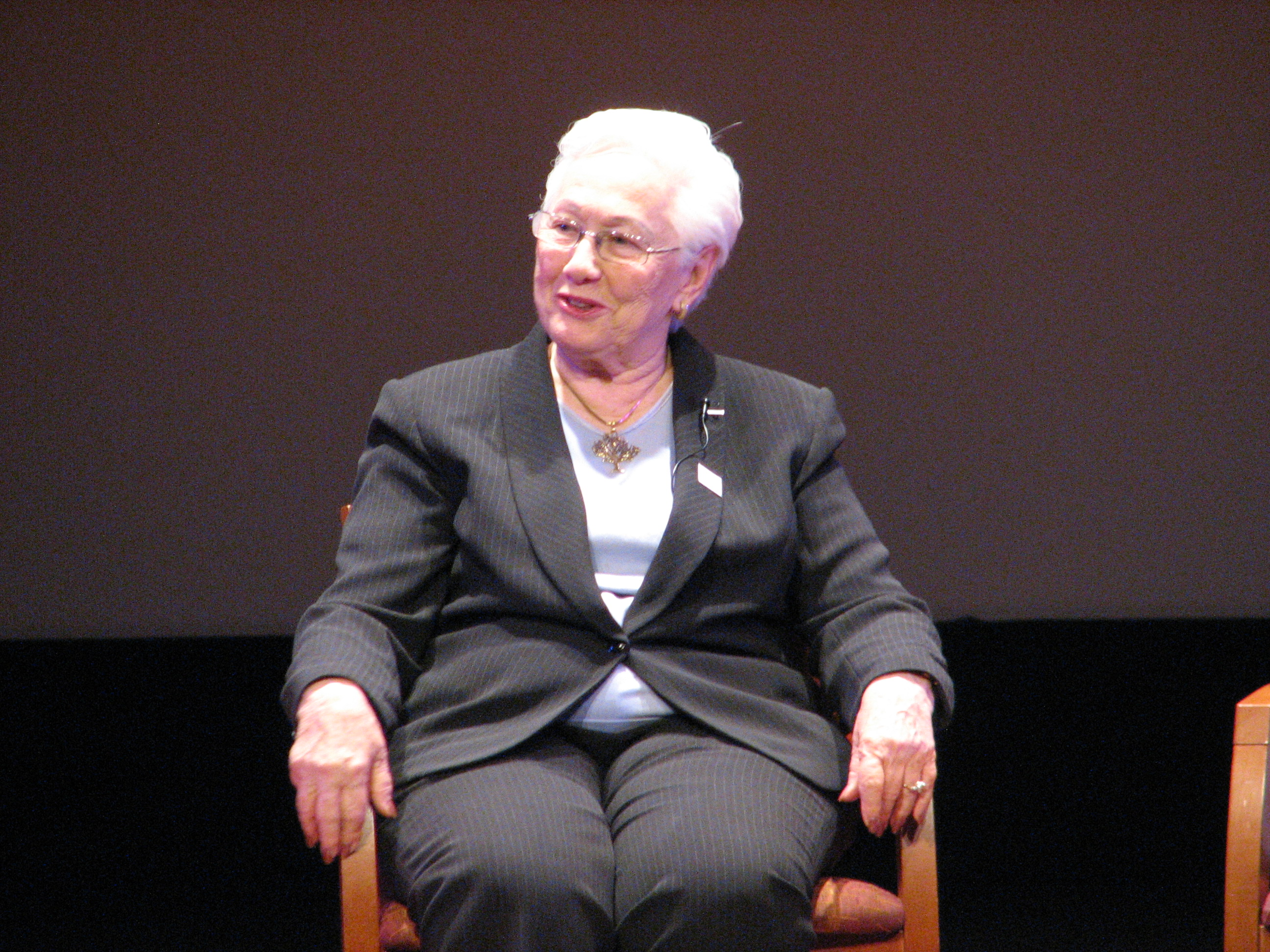
Renée Firestone, 2007

Renée Firestone (geboren am 13. April 1924 in Uschhorod als Renée Weinfeld) ist eine in den Vereinigten Staaten lebende Modedesignerin, die den Holocaust überlebte und als Zeitzeugin aktiv ist. Unter anderem erzählte sie ihre Geschichte in dem mit einem Oscar ausgezeichneten Dokumentarfilm Die letzten Tage.

## Leben
Renée Weinfeld wurde als eines von drei Kindern einer nominell jüdischen, aber nicht aktiv religiösen Familie im damals zur Tschechoslowakei gehörenden Uschhorod geboren. Nachdem die Stadt durch den Ersten Wiener Schiedsspruch 1938 wieder an Ungarn gefallen war, erfuhr Renée Firestone, genau wie ihre ganze Familie, antisemitische Diskriminierung und Gewalt. So musste ihr Vater seine Schneiderei aufgeben und ihr Bruder wurde zur Zwangsarbeit in ein Lager gebracht. Sie selbst musste die Schule verlassen und wurde gezwungen, einer jüdischen Sportvereinigung beizutreten. Die Familie musste auch einige Zeit im Ghetto von Uschhorod leben, bevor sie 1944 nach Auschwitz deportiert wurde. Im Lager wurde die Familie getrennt, die junge Frau konnte aber – bis zu deren Tod – mit ihrer Schwester Klara zusammen bleiben. Renée Weinfeld verbrachte 13 Monate im Konzentrationslager, bevor sie auf einen Todesmarsch nach Liebau in Schlesien geschickt wurde. Dort wurde sie im Mai 1945 von der sowjetischen Armee befreit. Ihre Schwester und ihre Mutter wurden in Auschwitz ermordet. Ihr Vater und ihr Bruder überlebten und die drei fanden auch wieder den Kontakt zueinander. Allerdings litt Mauritius Weinfeld, Renées Vater, unter schwerer Tuberkulose. Er verstarb bald, nachdem sie sich wiedergefunden hatten.
Renée Weinfeld heiratete Bernard Firestone, der ebenfalls Überlebender des Holocaust war. Die beiden bekamen eine Tochter, bevor sie 1948 in die Vereinigten Staaten emigrierten. Dort lebten sie zunächst in Allentown im Bundesstaat Pennsylvania, siedelten dann aber nach Los Angeles über, wo Renée Firestone ihre Arbeit als Modedesignerin aufnahm.
Renée Firestone arbeitete mehr als drei Jahrzehnte erfolgreich als Modedesignerin. Sie startete ihre Karriere in diesem Bereich gemeinsam mit Rudi Gernreich, dessen Mode in den 1950ern große Erfolge feierte. Um nicht länger in seinem Schatten zu stehen, trennte sich Renée Firestone 1960 von ihm und startete ihre eigene Kollektion. 2012 stellte das Museum of California Design von ihr entworfene Stücke im Rahmen der Ausstellung California’s Designing Women 1896–1986 aus. Sieben ihrer Kleidungsstücke sind Teil der Textil- und Bekleidungssammlung des Los Angeles County Museum of Art.
Sie sprach lange Zeit nicht über ihre Erfahrungen in der Zeit der Shoah. Erst nachdem ein jüdischer Friedhof und eine Synagoge in ihrer Nähe mit Hakenkreuzen beschmiert worden waren, entschloss sie sich, als Zeitzeugin aufzutreten. Sie gab 1994 und 2015 der Shoah Foundation ein Interview. Ihr Interview ist Teil des Dimensions in Testimony Projekts der Shoah Foundation. Im Holocaust Museum in Los Angeles befindet sich ein Hologramm von ihr, das Fragen von Besuchern beantwortet. Für die Erstellung dieses interaktiven Hologramms hat Renée Firestone 2015 über tausend Fragen beantwortet. Sie wurde dabei von mehr als hundert Kameras gefilmt.
Renée Firestone trat mehrfach in Filmen auf, um sich als Überlebende der Shoah zu zeigen. 1999 trat sie in einer Folge der Charlie Rose Show auf.

## Filmographie
- 1998 Die letzten Tage
- 2000 A Holocaust szemei
- 2007 Freedom Writers
- 2007 Swimming in Auschwitz
- 2016 The Last Laugh
- 2016 Taking the Stand: We Have More to Say
- 2017 After Auschwitz